# بي إن سي للخدمات المالية
مجموعة بي إن سي للخدمات المالية (بالإنجليزية: The PNC Financial Services Group)‏ وتُعرف باسم بي إن سي (PNC) هي شركة خدمات مالية أمريكية قابضة مقرها في مدينة بيتسبرغ بولاية بنسلفانيا. يعمل فرعها المصرفي، بنك بي إن سي، في 27 ولاية ومقاطعة كولومبيا، مع 2,629 فرع و 9,523 جهاز صراف آلي، ويعتبر من أكبر البنوك في الولايات المتحدة من حيث الأصول وعدد الفروع والودائع وعدد أجهزة الصراف الآلي.
تشمل الخدمات التي تقدمها بي إن سي إدارة الأصول وإدارة الثروات والتخطيط العقاري وخدمات القروض ومعالجة البيانات. تعدّ بي إن سي واحدة من أكبر مقرضي إدارة الأعمال الصغيرة وواحدة من أكبر مُصدري بطاقات الائتمان في الولايات المتحدة، كما توفر الإقراض المستند إلى الأصول لشركات الأسهم الخاصة والشركات المتوسطة. تدير شركة بي إن سي واحدة من أكبر شركات إدارة الخزانة وثاني أكبر منظم رئيسي للقروض المجمعة القائمة على الأصول في الولايات المتحدة. من بين شركات المجموعة، هاريس ويليامز وشركاه ‏ وهي واحدة من أكبر شركات استشارات عمليات الاندماج والاستحواذ للشركات المتوسطة في الولايات المتحدة. وشركة خدمات قروض ميدلاند، وهي شركة عقارات تابعة لبي إن سي مقرها في مدينة أوفرلاند بارك بولاية كانساس تأسست عام 1991 وتم تصنيفها كثاني أكبر خدمة رئيسية وأولية لقروض البنوك التجارية ومؤسسات الادخار.
اسم "PNC" مشتقّ من الأحرف الأولى من كلتا الشركتين السالفتين للبنك: شركة بيتسبرغ الوطنية و شركة الادخار الوطني، واللتان اندمجتا في عام 1983.

## تاريخ

### البدايات؛ منتصف القرن التاسع عشر
يرجع تاريخ مجموعة بي إن سي إلى شركة "Pittsburgh Trust and Savings Company" التي تأسست في مدينة بيتسبرغ في 10 أبريل 1845. وبسبب آثار حريق بيتسبرغ الكبير، لم تعمل الشركة بكامل طاقتها حتى 28 يناير 1852. بعد سنة واحدة تغير الاسم إلى "Pittsburgh Trust Company". في عام 1858، حددت الشركة مكاتبها في زاوية شارع فيفث أفينيو ووود ستريت في بيتسبرغ، حيث بقيت حتى يومنا هذا. غير البنك اسمه إلى "First National Bank of Pittsburgh" في عام 1863 بعد أن أصبح أول بنك في البلاد يتقدم بطلب للحصول على ميثاق وطني كجزء من القانون المصرفي الوطني لذلك العام. إلا أنه أصبح البنك الثامن والأربعين الذي يحصل على الميثاق وذلك في 5 أغسطس 1863، ويعود هذا التأخير إلى الأعمال الورقية وحقيقة أن البنك كان يعمل بالفعل بعكس البنوك الأخرى.

### القرن العشرون
في عام 1946، اندمج البنك مع Peoples-Pittsburgh Trust Company، التي عملت معها عن كثب منذ الثلاثينيات من القرن الماضي، لتشكيل شركة باسم Peoples First National Bank & Trust. في عام 1959، اندمجت الشركة مع Fidelity Trust Company لتشكيل بنك بيتسبرغ الوطني. في هذا الوقت، اعتمد البنك النسخة الأولى من شعاره الحالي – مثلث منمق يمثل المثلث الذهبي للمدينة. في عام 1969، أعيد تنظيم البنك كشركة قابضة، مؤسسة بيتسبرغ الوطنية.
فرع آخر للبنك الحالي، مؤسسة بروفيدنت الوطنية ومقرها فيلادلفيا، يعود تاريخه إلى عام 1865.
في عام 1982، اندمجت شركة بيتسبرغ الوطنية وشركة Provident National Corporation، وكلاهما مع بي إن سي كاختصارات لهما، في كيان جديد باسم شركة بي إن سي للخدمات المالية. كان أكبر اندماج مصرفي في التاريخ الأمريكي في ذلك الوقت وأنشأ شركة بأصول بقيمة 10.3 مليار دولار. بين عامي 1991 و 1996، اشترت شركة بي إن سي أكثر من عشرة بنوك ومؤسسات مالية أصغر، بما في ذلك اندماج 30 مليار دولار لبنك Midlantic Bank of Edison New Jersey في عام 1996، والذي كان في ذلك الوقت ثلث حجم بي إن سي. أدى ذلك إلى توسيع قاعدتها السوقية من كنتاكي إلى منطقة العاصمة نيويورك.
في عام 1998، استحوذت بي إن سي على شركة هيليارد ليونز ‏ مقابل 275 مليون دولار نقدًا ومخزونًا. تم باعتها في عام 2008.
في عام 1998، باعت بي إن سي أعمالها في مجال بطاقات الائتمان إلى شركتي ميتريس (الآن جزء من إتش إس بي سي) وإم بي إن أيه ‏.

### الألفية الثالثة
في عام 2000، تبنّت الشركة صورة جديدة للعلامة التجارية وغيرت اسمها إلى مجموعة بي إن سي للخدمات المالية.
في عام 2001، باعت المجموعة شركتها الأصلية للرهن العقارية إلى واشنطن ميوتشوال بسبب التقلبات في السوق.
في عام 2005، استحوذت شركة بي إن سي على بنك ريجز ‏ في واشنطن، وذلك بعد تغريم بنك ريجز بسبب مساعدته للديكتاتور التشيلي أوغستو بينوشيه في عمليات غسيل أموال؛ ليصبح بي إن سي أحد أكبر البنوك في منطقة واشنطن العاصمة.
في عام 2005، بدأت المجموعة في الاستعانة بمصادر خارجية للحصول على قروض الرهن العقاري لشركة ولز فارجو.
في أغسطس 2006، عادت بي إن سي إلى نشاط بطاقات الائتمان من خلال تسويق وإصدار بطاقات الائتمان تحت العلامة التجارية ماستر كارد بالشراكة مع يو إس بانكورب (U.S. Bancorp) ‏. بعد اندماج شركة ناشونال سيتي في عام 2008، تم تحويل منتجات بانكورب إلى منتجات بنك المجموعة.
في 2 مارس 2007، استحوذت الشركة على Mercantile Bankshares ومقرها ماريلاند، مما جعل بي إن سي ثامن أكبر بنك في الولايات المتحدة من حيث الودائع.
في 26 أكتوبر 2007، استحوذت الشركة على ياردفيل ناشونال بانكورب، وهو بنك تجاري صغير يتمركز في وسط نيوجيرسي وشرق بنسلفانيا.
في 15 سبتمبر 2007، استحوذت الشركة على بنك المواطنين الوطني في لوريل، ماريلاند.
في 4 أبريل 2008، استحوذت الشركة على Sterling Financial Corporation وهو بنك تجاري واستهلاكي مع حسابات وفروع في وسط ولاية بنسلفانيا وشمال شرق ولاية ماريلاند وديلاوير.
في 24 أكتوبر 2008، خلال الأزمة المالية 2007-2008، تم الانتهاء من الاستحواذ على ناشونال سيتي من قبل بي إن سي مقابل 5.2 مليار دولار من المخزون. تم تمويل عملية الاستحواذ بمخزون مفضل تم بيعه إلى وزارة الخزانة الأمريكية كجزء من برنامج إغاثة الأصول المتعثرة الذي تم تنفيذه كجزء من قانون الاستقرار الاقتصادي الطارئ لعام 2008. تم إعادة شراء الأسهم الصادرة إلى وزارة الخزانة الأمريكية في عام 2010. ثم أصبح بي إن سي خامس أكبر بنك في الولايات المتحدة من خلال الإيداع ورابع أكبر بنك من خلال الفروع.
في 14 أغسطس 2009، استحوذت بي إن سي على Dwelling House Savings & Loan التي يوجد مقرّها الوحيد في منطقة هيل في بيتسبرغ، وذلك بعد فشل مصرفي للشركة ومن ثم وُضعت تحت الحراسة القضائية من قبل مؤسسة تأمين الودائع الفيدرالية. كانت الشركة معروفة في بيتسبرغ بتقديم قروض للأمريكيين الأفارقة ذوي الدخل المنخفض والتي عادةً ما ترفضها البنوك الأخرى. بعد الفشل المصرفي واستحواذ بي إن سي، تم إغلاق الفرع وتم نقل الحسابات إلى فرع بي إن سي الحالي في هيل دستركت.
في يوليو 2010، باعت بي إن سي فرع خدمات الاستثمار العالمي التابع لها إلى بنك نيويورك ميلون لسداد الأموال من برنامج إغاثة الأصول المتعثرة، والذي تم استخدامه للاستحواذ على ناشونال سيتي ي عام 2008. تأسس فرع خدمات الاستثمار العالمي في عام 1973 ويعمل به 4,700 موظف، وكانت ثاني أكبر وكيل تحويل أموال مشترك كامل الخدمات في الولايات المتحدة وثاني أكبر مزود محاسبة وإدارة كاملة الخدمات لصناديق الاستثمار المشتركة الأمريكية. خدم الفرع 1.9 تريليون دولار من إجمالي الأصول و 58 مليون حساب مساهم. وكان معروفًا باسم PFPC حتى يوليو 2008.
في يناير 2011، استحوذت بي إن سي على فروع بنك أتلانتيك في منطقة خليج تامبا بولاية فلوريدا.
في ديسمبر 2011، استحوذت الشركة على 27 فرعًا في ضواحي شمال أتلانتا بإيداعات بقيمة 240 مليون دولار و 42 مليون دولار في القيمة الدفترية من بنك فلاغ ستار ‏.
في عام 2012، استحوذت الشركة على آر بي سي من البنك الملكي الكندي مقابل 3.45 مليار دولار. كان لدى البنك 426 فرعًا في جنوب فرجينيا ونورث كارولينا وساوث كارولينا وجورجيا وألاباما وفلوريدا. قبل الاستحواذ، تراجعت شركة بي إن سي (بسبب عمليات الدمج والنمو في الشركات الأخرى) من تصنيفها بعد الاستحواذ الوطني لعام 2008؛ جعلت عملية الاستحواذ هذه في عام 2012 بي إن سي خامس أكبر بنك من حيث الفروع خلف ولز فارجو وبنك أمريكا وتشيس ويو إس بانكورب وسادس أكبر بنك من حيث إجمالي الأصول خلف البنوك الأربعة المذكورة أعلاه وسيتي بنك.
في 30 يوليو 2012، أعلنت بي إنس ي عن خطط لوضع أجهزة الصراف الآلي في 138 من متاجر بقالة هاريس تيتر ‏ في كارولينا الشمالية والجنوبية، بالإضافة إلى 53 متجرًا آخر.
في سبتمبر 2014، استحوذت بي إن سي على سولبري كابيتال غروب، وهي شركة استشارية لأسواق رأس المال، مقابل 50 مليون دولار.
في 2 أكتوبر 2015، افتتح البنك مقره الجديد في برج بي إن سي بلازا ‏ في زاوية الجادة الخامسة وشارع وود بوسط مدينة بيتسبرغ. وكان قد تم الإعلان عن تشييده لأول مرة في عام 2011. حصل المبنى، المملوك لبي إن سي وأنجز تصميمه الشركة الأمريكية غينسلر ‏، على جوائز بسبب خصائصه الصديقة للبيئة.
في أبريل 2017، استحوذت الشركة على أعمال تمويل المعدات الأمريكية لشركة ECN Capital ‏ مقابل 1.3 مليار دولار.
في نوفمبر 2017، استحوذت الشركة على ذا تروت غروب، وهي متخصصة في علاقات المستثمرين والاستشارات الاستراتيجية التي تخدم صناعة الرعاية الصحية.
في عام 2018، استحوذت الشركة على شركة Fortis Advisors، التي تقدم خدمات المساهمين بعد الاندماج. احتلت الشركة المرتبة 165 في قائمة فورتشن 500 لعام 2018 لأكبر الشركات الأمريكية من حيث الإيرادات. كما بدأت الشركة في افتتاح «مراكز الحلول»، وهي مزيج بين فروع البنوك التقليدية وخدمات أجهزة الصراف الآلي فقط، والتي تخدم في الغالب أسواقًا جديدة. من خلال هذه الطريقة، وسعت شركة بي إن سي من بصمة البيع بالتجزئة إلى بوسطن ودنفر وكانساس سيتي وناشفيل والعديد من الأسواق في تكساس بما في ذلك أوستن ودالاس وهيوستن وسان أنطونيو. قام اثنان من منافسي «الأربعة الكبار» لبي إن سي، وبنك أمريكا وبنك تشيس، بالتوسع أيضًا في أسواق جديدة من خلال هذه الطريقة، بما في ذلك سوق بي إن سي المحلي في بيتسبرغ.
في أغسطس 2019، أطلقت بي إن سي حاضنة تابعة لشركة تكنولوجيا مالية تسمى "numo" والتي تعمل كشركة ناشئة داخلية. تضمّن أول تطوير لها «إندي»، وهي شركة خدمات مصرفية عبر الهاتف المحمول ودفع فوري للعاملين في العمل.
في مايو 2020، باعت الشركة حصتها في شركة إدارة الاستثمارات بلاك روك.
في 1 يونيو 2021، استحوذت بي إن سي على بنك BBVA USA ‏ مقابل 11.6 مليار دولار نقدًا. عزز الاستحواذ وجود الشركة في ولايات كولورادو وتكساس، وألاباما وفلوريدا، وبدأت أنشطتها المصرفية للمرة الأولى في أريزونا وكاليفورنيا ونيو مكسيكو.

## قضايا قانونية
في ديسمبر 2013، أعلنت وزارة العدل ومكتب حماية المستهلك المالي عن توصلهما إلى اتفاق مع بنك المدينة الوطني لحل الادعاءات القائلة بأن البنك فرض أسعارًا أعلى للرهون العقارية على المقترضين من ذوي الأصول السوداء بين عامي 2002 و 2008، وذلك قبل استحواذ مجموعة بي إن سي على البنك. ادعى المشرّعون أن شركة ناشونال سيتي (البنك الذي استحوذت عليه مجموعة بي إن سي في 2008) قد انتهك قانون الإسكان العادل وقانون تكافؤ الفرص الائتمانية من خلال فرض معدلات قروض أعلى على أكثر من 75,000 مقترض بناءً على عرقهم. ولم تكن هناك إرشادات تسعير عادلة، مما أدى إلى دفع المقترضين السود رسوم إضافية بمتوسط 159 دولارًا أعلى من المقترضين البيض. كما دفع المقترضون السود أيضًا ما متوسطه 228 دولارًا سنويًا على مدى فترة القرض أكثر من المقترضين البيض. كما دفع أصحاب الأصول الأسبانية 125 دولارًا أكثر مقدمًا و 154 دولارًا سنويًا أكثر من المقترضين البيض. وبموجب شروط التسوية، كان على مجموعة بي إن سي دفع 35 مليون دولار للضحايا.
في مارس 2006، أُجبرت بي إن سي وغيرها من البنوك الكبيرة على إعادة إصدار مئات بطاقات الخصم للعملاء بعد أن تم الكشف عن أرقام الكثير من البطاقات بسبب خرق حدث لدى بائع تجزئة لم يتم معرفته.
أيضًا في مارس 2006، رفع بول باريتو، مُستثمر في قناة ميليتاري ‏ (قناة تلفاز أمريكية)، دعوى قضائية ضد بنك بي إن سي. زعم باريتو أن شركة بي إن سي سمحت لرئيس القناة بإجراء عمليات سحب غير مصرح بها لملايين الدولارات من حساب الشركة للاستخدام الشخصي.
في يونيو 2003، وافق بنك بي إن سي على دفع 115 مليون دولار لتسوية رسوم الاحتيال في الأوراق المالية الفيدرالية بعد أن قامت إحدى الشركات التابعة لها عن طريق الاحتيال بتحويل 762 مليون دولار من القروض المعدومة واستثمارات رأس المال الاستثماري الأخرى من أجل إخفائها عن المستثمرين.
في عام 2017، وافقت المجموعة على دفع 16 مليون دولار لتسوية مطالبات أجور العمل الإضافي من قبل موظفي القروض بموجب قانون معايير العمل العادلة.

## التسمية والرعاية
تملك مجموعة بي إن سي حقوق تسمية لمنشآت عديدة مثل بي إن سي بارك وهي موطن فريق بيتسبرغ بايرتس لكرة القاعدة. وبي إن سي أرينا في رالي بولاية نورث كارولينا موطن فريق كرة السلة للرجال بجامعة ولاية كارولينا الشمالية وفريق هوكي الجليد كارولينا هريكينز. وتعتبر المجموعة راعية وشريكة لعدد مختلف من الكيانات مثل فريق شيكاغو بيرز لكرة قدم الأمريكية ومسلسل الرسوم المتحركة شارع السمسم.

## الرؤساء التنفيذيون
- ويليام إس. ديمشاك (23 أبريل 2013 - حتى الآن)[67]
- جيم رور (رئيس تنفيذي: مايو 2000-23 أبريل 2013، رئيس مجلس الإدارة: مايو 2001 - أبريل 2014)
- توماس إتش أوبراين (1 أبريل 1985 [68][69] - 1 مايو 2000[70]

## مقرات بارزة
- برج بي إن سي بلازا – بيتسبرغ، بنسلفانيا (المقر الرئيسي الحالي)
- وان بي إن سي بلازا – بيتسبرغ
- تو بي إن سي بلازا – بيتسبرغ
- ثري بي إن سي بلازا – بيتسبرغ

- برج حديد الولايات المتحدة – بيتسبرغ

- مبنى بنك بي إن سي – كولومبوس، أوهايو
- مبنى بنك بي إن سي – توليدو، أوهايو
- مبنى بنك بي إن سي – واشنطن العاصمة
- مركز بي إن سي – سينسيناتي
- مركز بي إن سي – كليفلاند
- مركز بي إن سي – تروي، ميشيغان

مقرات بي إن سي
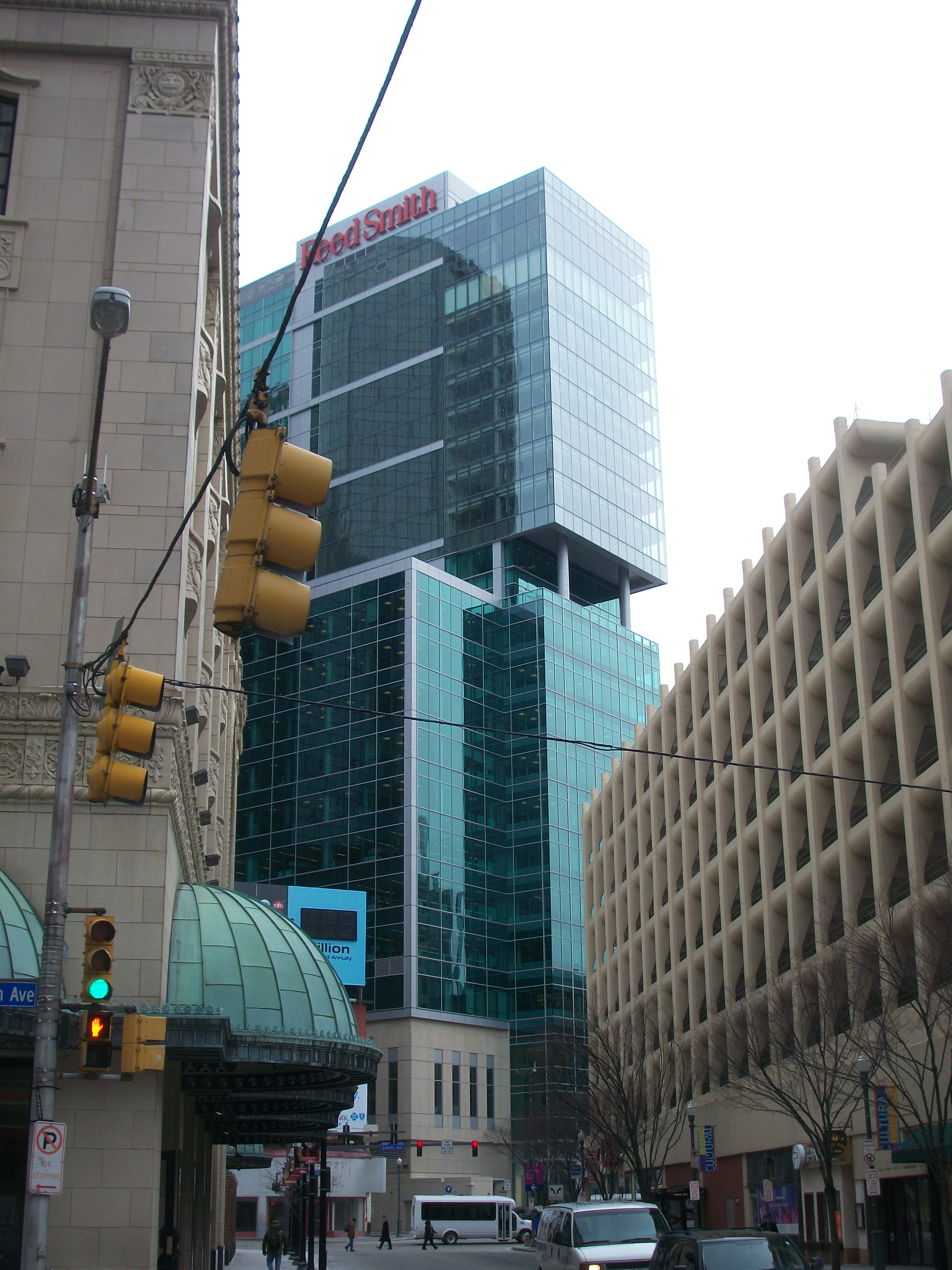
Three PNC Plaza , بيتسبرغ
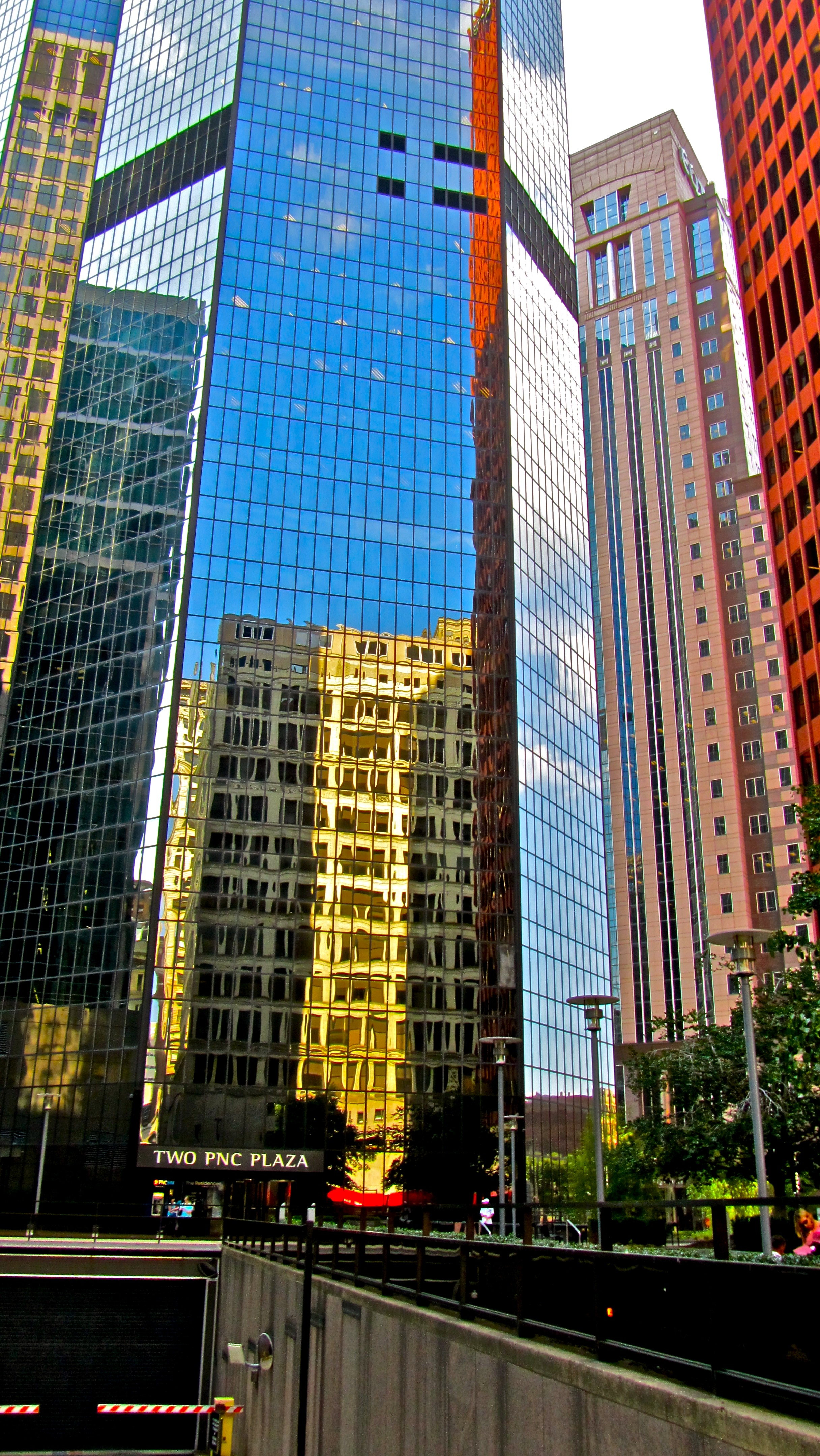
Two PNC Plaza , بيتسبرغ
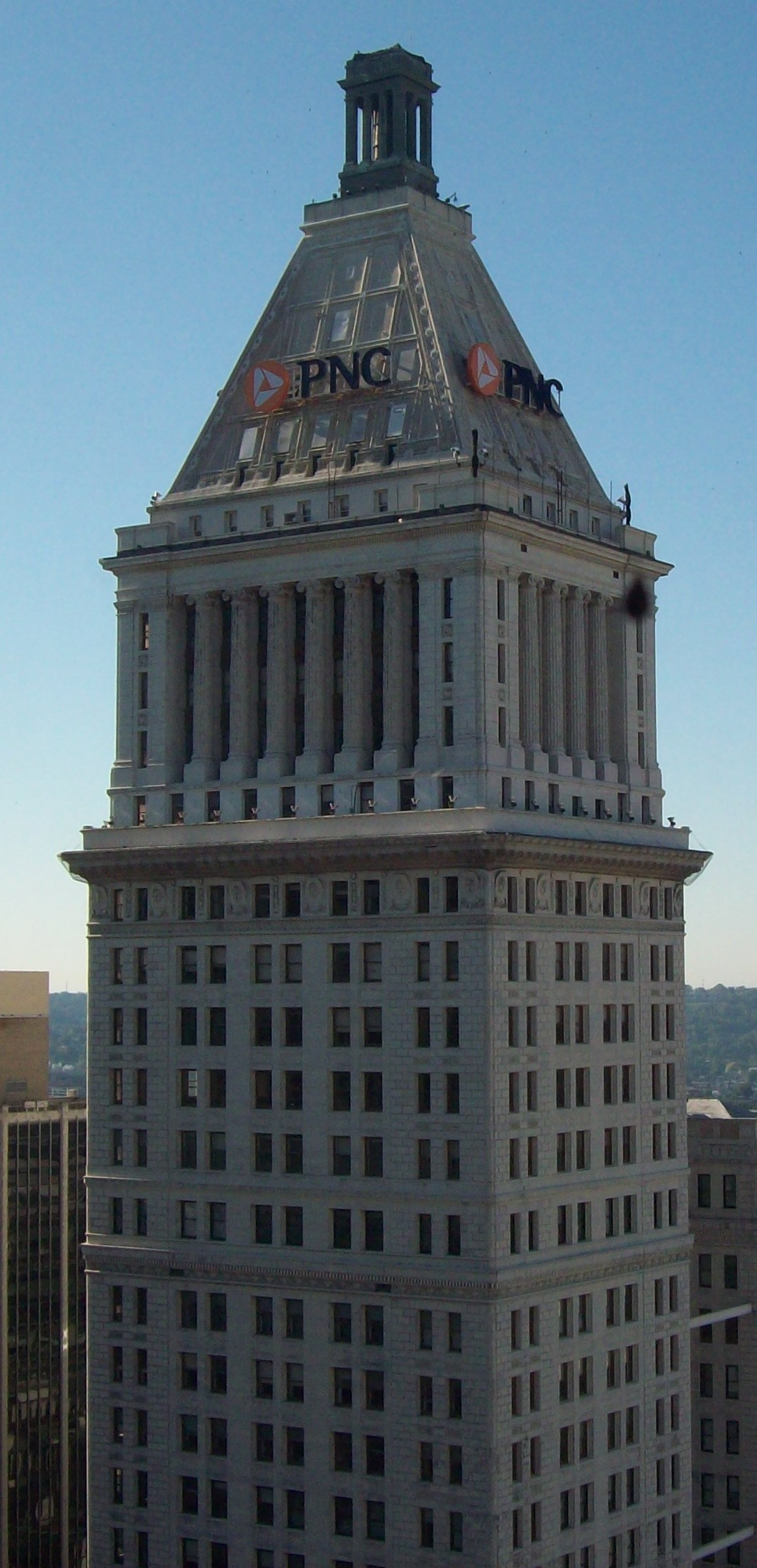
PNC Tower , سينسيناتي، أوهايو
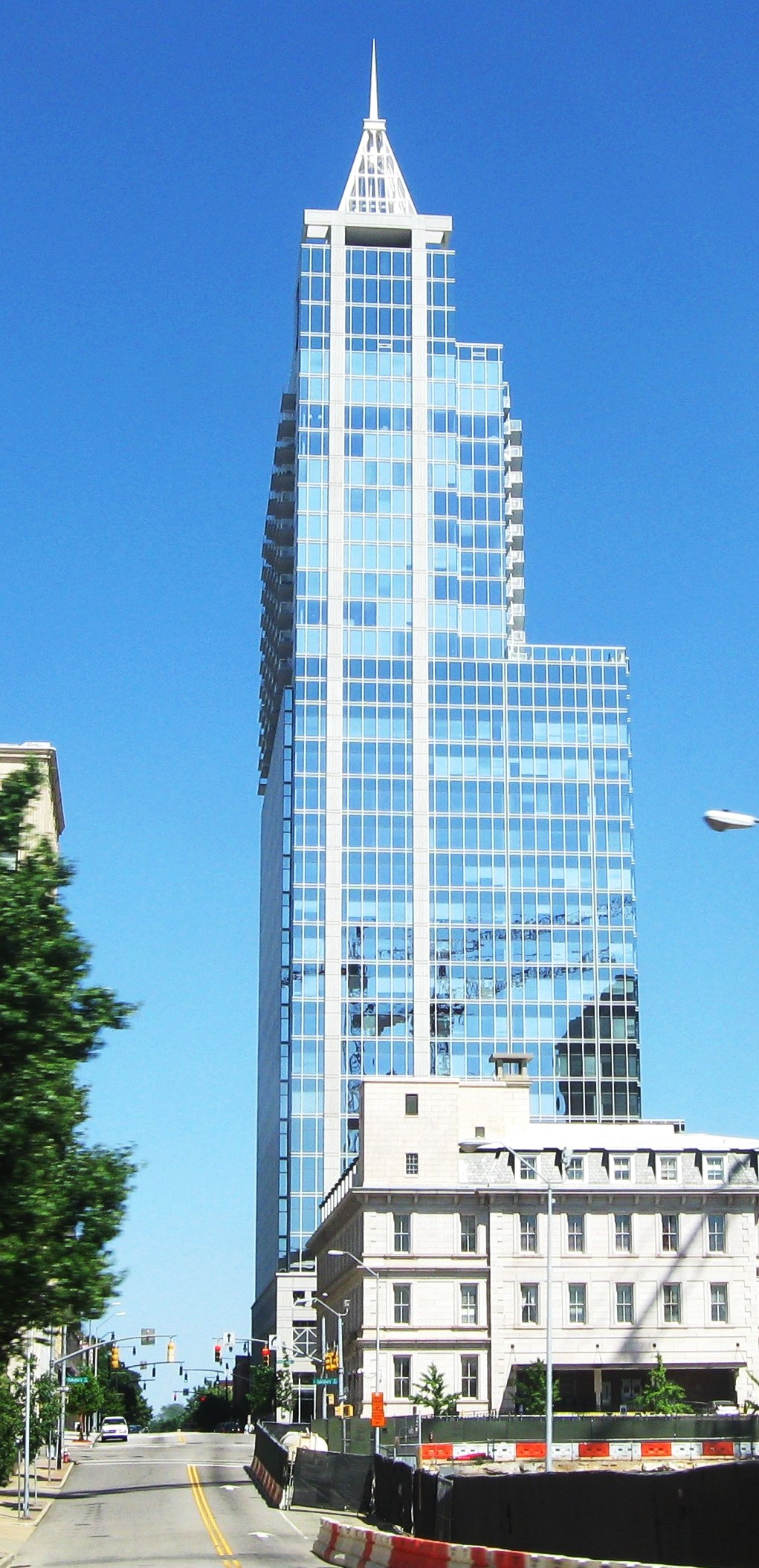
PNC Plaza , رالي، نورث كارولينا
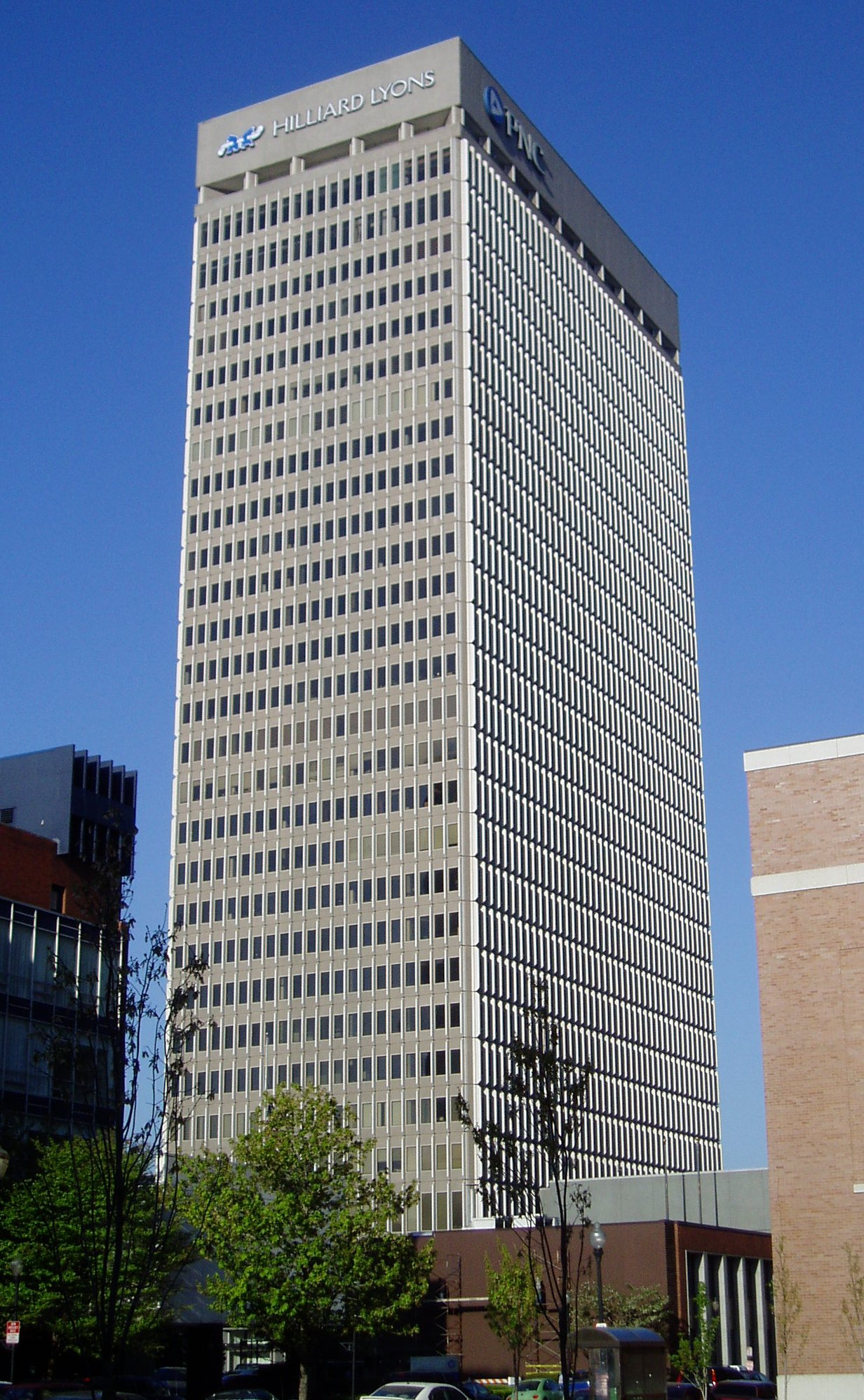
PNC Plaza , لويزفيل ، كنتاكي
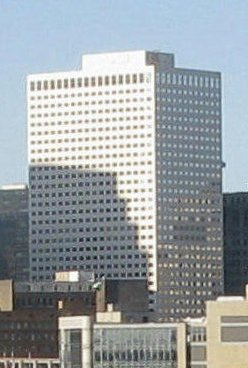
PNC Center , كليفلاند
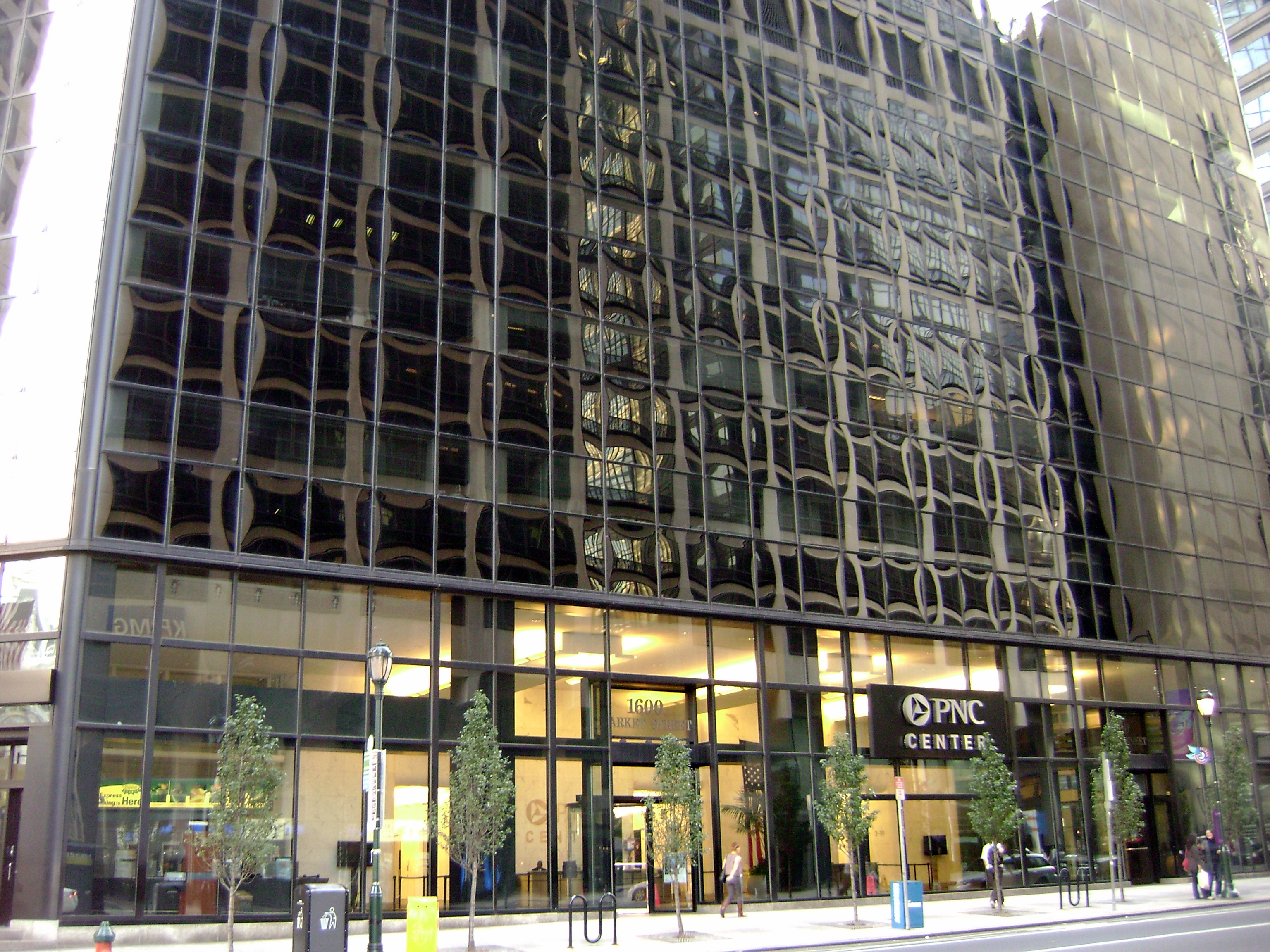
PNC Bank Building , فيلادلفيا
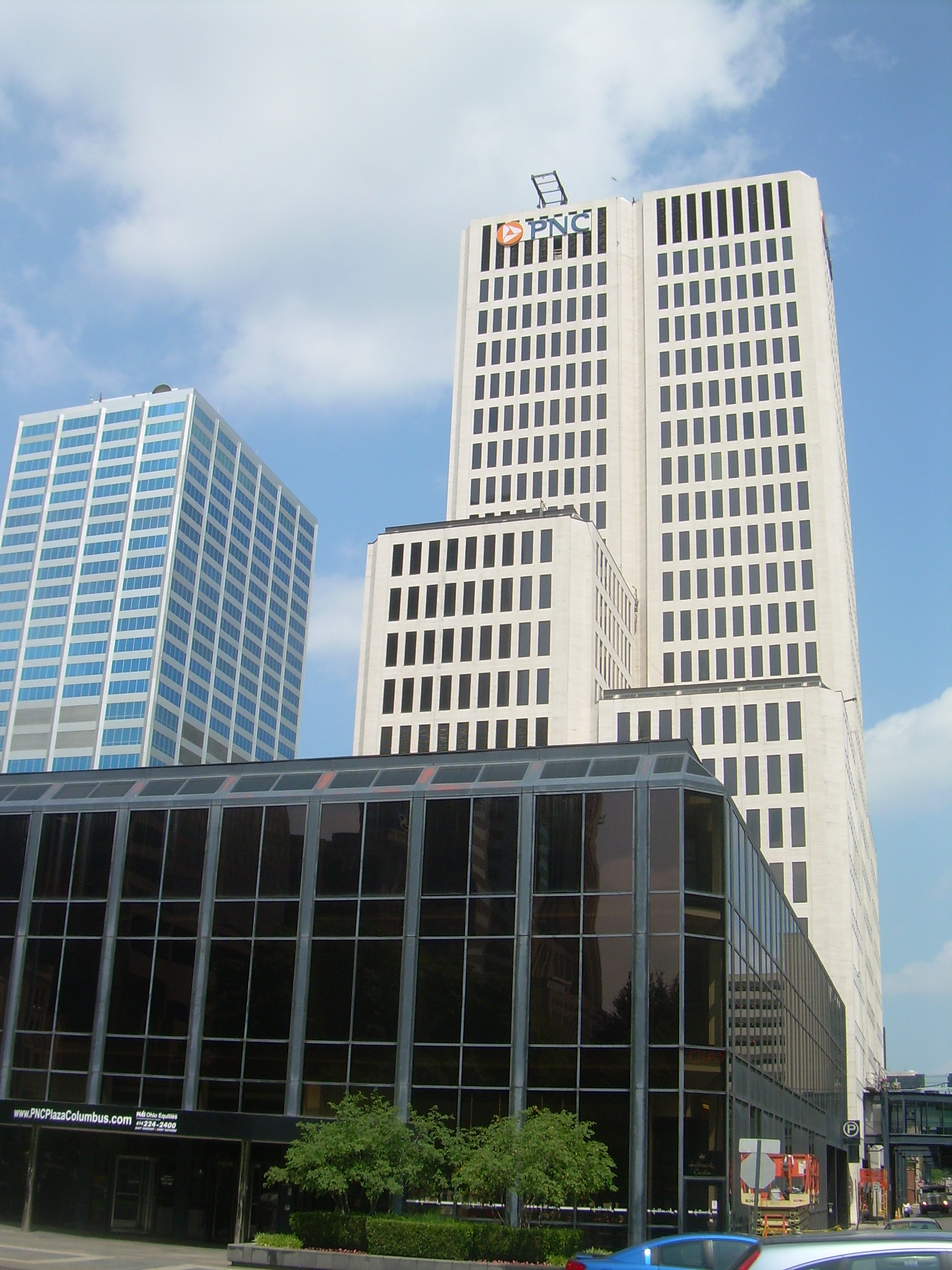
PNC Bank Building , كولومبوس، أوهايو

## روابط خارجية
- الموقع الرسمي